# Fantasy (книжная серия)
Fantasy — книжная серия издательства Северо-Запад. Благодаря характерным суперобложкам, известна также как «жёлтая серия». Выпускалась в 1991—1994, 1997—1999 годах, за первые три года было выпущено 53 книги, с 1997 по 1999 — ещё 31.
Серия была начата издателем Вадимом Назаровым. Первой книгой серии стала трилогия «Повелители мечей» Майкла Муркока о принце Коруме (книга ещё не имела жёлтой суперобложки, ставшей фирменным знаком серии и была оформлена в синих тонах). Затем последовали «Путешествие Йеро» Стерлинга Ланье и первые 2 книги цикла Андре Нортон «Колдовской мир». Также в этой серии впервые был выпущен «Властелин колец» в переводе Натальи Григорьевой и Владимира Грушецкого. Книги этой серии познакомили российского читателя с такими авторами, как Пол Андерсон, Роджер Желязны, Лайон Спрэг де Камп, Урсула Ле Гуин, Кейт Лоумер, Джек Вэнс, Фриц Лейбер, Энн Маккефри, Пирс Энтони, Кэтрин Куртц, Теренс Уайт.
В этой серии вышли книги всего двух отечественных авторов это были: «Меч и радуга» Елены Хаецкой (под псевдонимом Мэделайн Симмонс), а затем два тома «Кольца тьмы» Николая Перумова.
Серия была очень популярна, и появился ряд подделок под неё. В частности, в имитирующих серию жёлтых суперобложках выпускались книги некоего «издательства Юго-Восток» и ряда мелких издательств, зачастую никакого отношения к фэнтези не имеющих, вплоть до Генри Хаггарда.
В 1994 году серия была закрыта, а в 1997 возрождена. Книги возрождённой серии, хотя и сохранили оформление, выпускались без суперобложек. Руководителем возрождённой серии стал Дмитрий Ивахнов, владевший ранее издательством «Тролль» (серия «Меч и посох»). Он пришёл в Северо-Запад вместе с качественными переводами Майкла Муркока, подготовленными для «Меча и посоха». Также в обновлённой серии были выпущены книги Мерседес Лэки, Танит Ли, Джона Робертса а также 15 томов собрания сочинений Роберта Говарда (последний, шестнадцатый, выпущен не был).
В 1999 году издательство закрылось. За время существования суммарный тираж книг серии составил около 6,5 миллионов. Частично традиции серии были продолжены серией Русское fantasy издательства Азбука.